# Католичка лига (Немачка)
Католичка лига била је савез католичких држава у Светом римском царству, формиран 1608. На челу савеза налазио се кнез Максимилијан Баварски, способан војсковођа и политички противник Хабсбурговаца, који се противио јачању централне царске власти у Немачкој. У тридесетогодишњем рату, војска Католичке лиге је углавном подржавала хабсбуршке цареве, али је често деловала независно, или под утицајем Француске.

## Тридесетогодишњи рат
Католичка лига у Светом римском царству, под вођством кнеза Максимилијана Баварског, формирана је као реакција на стварање Протестантске уније (1608), под вођством Фридриха, изборног кнеза Палатината. Сукоби између католика и протестаната довели су до стварања два савеза, иако у њих не улазе све немачке државе. Након избијања тридесетогодишњег рата, Католичка лига је 1619. подржала цара Фердинанда II против побуњених протестаната у Чешкој и Фалачкој, пошто је цар обећао Максимилијану Баварском изборничко звање и делове Палатината. Максимилијанова армија од 20-30.000, под командом генерала Јохана Тилија, упала је у септембру 1620. и потукла побуњене Чехе у бици на Белој Гори. Освајање Чешке и Палатината 1621-1623. довело је до распуштања Протестантске уније.
Пошто је победа у чешко-фалачкој фази рата (1618-1623) ојачала царску власт и поседе у Немачкој, Католичка лига, која је чувала независност немачких кнежева, почела је да се противи цару Фердинанду, па је цар био принуђен да формира сопствену војску, под командом Валенштајна, која је однела победу над Данском у другој, данској фази рата (1625-1629).  Користећи се дотадашњим победама, Католичка лига је 6. марта 1629. издејствовала од цара доношење Едикта о реституцији, којим су протестантски кнежеви морали да врате католицима сва добра која су запленили од 1552. Плашећи се јачања царске власти, на сабору у Регенсбургу (1630) Максимилијан Баварски, вођа Католичке лиге, изнудио је од цара Фердинанда смањивање царске војске и отпуштање Валенштајна, а команду над делом његове војске преузео је Тили, војсковођа Лиге. Католичка лига била је на врхунцу моћи.
У трећој, шведској фази рата (1630-1635), војска Католичке лиге спалила је Магдебург, али је одлучујуће потучена код Брајтенфелда (17. септембра 1631) и Леха (15. априла 1632), где је Тили смртно рањен. Убрзо је у руке Швеђана пао Минхен и читава Баварска, оснивач и најјача држава Лиге.
Прашким миром (1635), цар Фердинанд је повукао Едикт о реституцији и вратио грађанска права протестантима, а Католичка лига је распуштена.